# Estrela Be

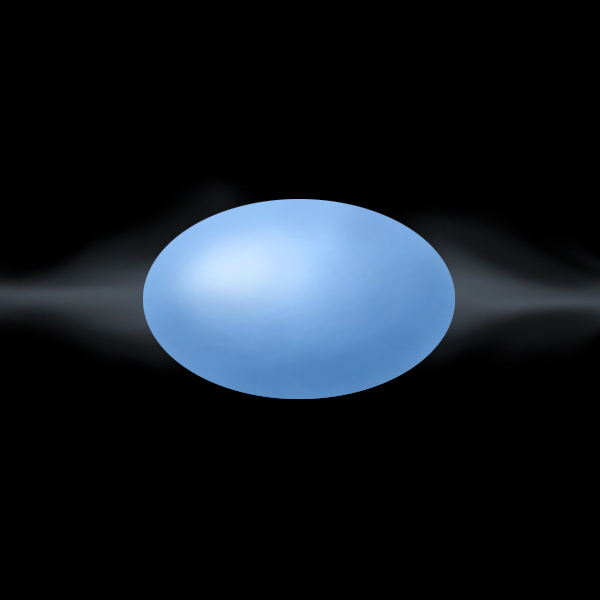
A estrela Be Achernar, achatada por rotação rápida.

Uma estrela Be é uma estrela de classe B com proeminentes linhas de emissão de hidrogênio em seu espectro (linhas de Balmer). A designação vem da combinação do tipo espectral, B, com o e minúsculo que representa emissão no sistema de classificação espectral. Como o fenômeno de emissão é transitório, estrelas Be podem às vezes exibir espectro de tipo B normal, e estrelas normais do tipo B podem se tornar estrelas Be. Estrelas Be com emissão de linhas proibidas, além das linhas de hidrogênio, são chamadas de estrelas B[e]. Supergigantes por definição não são consideradas estrelas Be.
A primeira estrela reconhecida como estrela Be foi Gamma Cassiopeiae, observada em 1866 por Angelo Secchi, a primeira estrela observada com linhas de emissão. Com a compreensão do processo de linhas de emissão no início do século XX ficou claro que essas linhas devem vir do ambiente circunstelar, não da estrela em si. Atualmente, estrelas Be são entendidas como estrelas com um disco circunstelar formado por material ejetado da estrela. Elas também são caracterizadas por rotação muito rápida e variabilidade, numa escala de tempo que pode variar de minutos a décadas. Normalmente são classificadas como variáveis Gamma Cassiopeiae, em que é variabilidade é causada pela natureza transitória das emissões, ou como variáveis Lambda Eridanus devido a mudanças periódicas e curtas no brilho causadas por pulsações estelares ou irregularidades no ambiente circunstelar.